# Joseph Daul
Joseph Daul (Estrasburgo, 13 de abril de 1947) es un político francés de origen alsaciano, conocido diputado del Parlamento Europeo y alcalde de la localidad francesa de Pfettisheim, y que desde enero de 2007 desempeña el cargo de presidente del Grupo del Partido Popular Europeo en la Eurocámara, esto es, jefe de filas de los eurodiputados populares y, por tanto, de la mayoría parlamentaria.